# Uzbekistan Pro League
Usbekistan Pro League (Usbekisch: O'zbekiston Pro Ligasi) ist eine professionelle Fußballliga in Usbekistan und derzeit die zweithöchste Spielklasse nach der Oʻzbekiston Superligasi.
Der Fußballwettbewerb der zweiten Liga in Usbekistan hieß von seiner Gründung 1992 bis 2017 Usbekistan Erste Liga. Im Jahr 2018 wurde die Erste Liga im Zuge der Reform der nationalen Meisterschaften durch die Usbekistanische Professionelle Fußballliga (UzPFL) in Usbekistan Pro League umbenannt. Die Turniere der Usbekistan Pro League werden von der Usbekische Professionelle Fußballliga organisiert.
Der Sieger und der Zweitplatzierte der Usbekistan Pro League steigen direkt in die Oʻzbekiston Superligasi auf, während der Drittplatzierte der Pro League ein Relegationsspiel gegen die Mannschaft bestreitet, die in der Super League den 12. Platz belegt hat. Gemäß den Wettbewerbsregeln der Usbekistanischen Professionellen Fußballliga wird dieses Relegationsspiel im Heimstadion des Pro-League-Clubs ausgetragen. Am Ende der Saison steigt der letztplatzierte Club der Pro League in die Erste Liga Usbekistans für die folgende Saison ab.
Die Teilnehmer der Pro League treten außerdem jährlich im Usbekistan-Pokal und im Usbekistan-Ligapokal an.

## Geschichte
Die Fußballmeisterschaft von Usbekistan wird seit 1992 ausgetragen. Die Zusammensetzung und Anzahl der Mannschaften im Wettbewerb hat sich im Laufe der Zeit verändert. In der ersten Saison der Meisterschaft nahmen 16 Mannschaften teil. Am Ende des Liga-Turniers stiegen "Shifokor" aus Gulistan und "Politodel-Ruor" aus der Region Taschkent in die Oberliga auf. Die Anzahl der Teilnehmer im Wettbewerb variierte von Jahr zu Jahr. In der Saison 1995 wurde die Liga erstmals in Ost- und Westregionen aufgeteilt, und die bestplatzierten Teams jeder Region spielten in der zweiten Phase gegeneinander. Insgesamt nahmen 26 Teams an der Ligasaison teil. Die Saison 1997 ging als die mit der höchsten Anzahl an teilnehmenden Teams in die Geschichte der Liga ein – 27 Teams nahmen teil.
Im Jahr 2018 nahmen 16 Teams an der Usbekistan Pro League in einem Zwei-Phasen-System (30 Runden), Hin- und Rückspiel, teil. 2019 wurde die Usbekistan Pro League in die Ligen A und B aufgeteilt, wobei 24 Clubs in einem Vier-Runden-System (28 Runden, jeweils zweimal zu Hause und auswärts) spielten. Ab 2020 wurde die Aufteilung der Usbekistan Pro League in die Ligen A und B aufgehoben und in eine einzige Liga mit 10 Teams umgewandelt. Die Usbekistan Erste Liga (eine Liga der dritten Ebene in der Fußballstruktur) wurde anstelle der B-Liga eingeführt. Im Jahr 2024 betrug die Anzahl der teilnehmenden Mannschaften in der Pro League 6. Auch 2025 werden 6 Teams teilnehmen.
Am 21. November 2017 wurde laut Entscheidung der UzPFL-Leitung die Usbekistan Erste Liga ab der Saison 2018 offiziell in Usbekistan Pro League umbenannt. Die Liga wurde von 18 Teams (2017) auf 16 Teams reduziert.

## Saisonplatzierungen
| Saison | Meister                | 2. Platz              | 3. Platz            |
| ------ | ---------------------- | --------------------- | ------------------- |
| 1992   | Shifokor Guliston      | Politotdel            | Bakht               |
| 1993   | FK Atlaschi            | Surkhon Termez        | Baghdad             |
| 1994   | FK Mashʼal Muborak     | FK Dinamo Samarkand   | FK Kosonsoy         |
| 1995   | Dinamo Urganch         | FK Kosonsoy           | Zarafshon Navoi     |
| 1996   | Zarafshon Navoi        | Chilonzor Tashkent    | Progress            |
| 1997   | Temiryo'lchi Qo'qon    | Metallurg Bekobod     | Istiqlol Tashkent   |
| 1998   | FK Yangiyer            | FK Dinamo Samarkand   | Kimyogar Chirchiq   |
| 1999   | Semurg Angren          | Kimyogar Chirchiq     | Qizilqum Zarafshon  |
| 2000   | Akademiya Tashkent     | FK Mashʼal Muborak    | PFK Sementchi       |
| 2001   | Temiryo'lchi Qo'qon    | FK Mashʼal Muborak    | PFK Sementchi       |
| 2002   | FK Guliston            | PFK Sementchi         | Angren              |
| 2003   | FK Soʻgʻdiyona Jizzax  | Lokomotiv Taschkent   | NBU Osiyo           |
| 2004   | FK Shoʻrtan Guzar      | Topalang Sariosiyo    | NBU Osiyo           |
| 2005   | FK Andijon             | Xorazm FK             | NBU Osiyo           |
| 2006   | Neftgazmontaj-Quruvchi | Vobkent FK            | FK Mashʼal-2        |
| 2007   | FK Soʻgʻdiyona Jizzax  | Uz-Dong-Ju Andijon    | FK Mashʼal-2        |
| 2008   | Xorazm FK              | Dustlik Jizzakh       | Sokol Uchkuduk      |
| 2009   | Qoʻqon 1912            | Mash'al Sport         | Zarafshon Navoi     |
| 2010   | FK Buxoro              | FK Soʻgʻdiyona Jizzax | FK Guliston         |
| 2011   | Lokomotiv Taschkent    | FK Guliston           | FK Yangiyer         |
| 2012   | FK Soʻgʻdiyona Jizzax  | FK Guliston           | NBU Osiyo           |
| 2013   | FK Mashʼal Muborak     | FK Andijon            | Qoʻqon 1912         |
| 2014   | FK Shoʻrtan Guzar      | Qoʻqon 1912           | FC Obod             |
| 2015   | FC Obod                | FC Oqtepa             | Uz-Dong-Ju Andijan  |
| 2016   | FK Dinamo Samarkand    | Norin                 | PFK Sementchi       |
| 2017   | PFK Sementchi          | FC Istiqlol Fergana   | FK Andijon          |
| 2018   | FK Andijon             | FK Mashʼal Muborak    | FC Istiqlol Fergana |
| 2019   | FK Mashʼal Muborak     | FC Istiqlol Fergana   | FC Oqtepa           |
| 2020   | FK Turon Yaypan        | FK Neftchi Fargʻona   | FK Dinamo Samarkand |
| 2021   | FK Neftchi Fargʻona    | FK Dinamo Samarkand   | FK Olympic Tashkent |
| 2022   | FK Andijon             | FK Buxoro             | FK Turon Yaypan     |
| 2023   | Lokomotiv Taschkent    | FK Dinamo Samarkand   | Qoʻqon 1912         |
| 2024   | FK Mashʼal Muborak     | FK Buxoro             | Qoʻqon 1912         |